# 압사기
압사기(壓寫機)는 대전광역시 유성구 과학로 80-67 한국조폐공사 화폐박물관에 있는 근대문화유산이다. 현존해있는 가장 오래된 근대식 화폐 제조 기기라는 점을 인정받아 대한민국의 등록문화재 551호에 지정되어, 현재 화폐박물관 입구에 전시되고 있다.

## 개요
압사기는 조선 고종 때인 1886년 독일로부터 전환국이 동전 제작을 위해 수입하여 사용하였는데, 근대적인 화폐 제작을 도입하기 위해 외국에서 도입한 첫 번째 근대식 기계라는 점에서 의의를 갖는다.
이 압사기는 1886년부터 경술국치 이전인 1904년까지 사용되었을 것으로 파악되며, 전환국의 폐쇄 이후에는 공업전습소를 거쳐 교육 등을 목적으로 서울공업고등학교에 보관되어 왔다가 1992년 한국조폐공사로 기증되어 현재는 한국조폐공사에서 관리하고 있다. 등록문화재로는 2013년 8월 27일 지정되었다.

## 같이 보기
- 대전광역시의 국가등록문화재
- 한국조폐공사 화폐박물관

## 참고 문헌
- 압사기 - 국가유산청 국가유산포털